# Аграрний культ
Агра́рний (землеро́бський) культ — переважно поклоніння двійникам тих факторів природи, які впливають на врожай.
Виділяють такі основні риси даної релігійної системи:
- шанування землеробських духів у ролі головних;
- керівна роль жінки в релігії (своєрідна жіноча релігія);
- людське жертвоприношення як система;
- ідея смерті і вдосконалення деяких духів;
- переселення до «країни мертвих» — із землі на небо.[1]